# ضباعة بنت الزبير
ضباعة بنت الزبير بن عبد المطلب بن هاشم بن عبد مناف بن قصي القرشية الهاشمية من المهاجرات بنت عم رسول الله أمها عاتكة بنت أبي وهب بن عمرو بن عائذ بن عمران بن مخزوم ،وأخوها الصحابي عبدالله بن الزبير بن عبد المطلب ، وأختها الصحابية أم حكيم بنت الزبير بن عبد المطلب ، ولها أحاديث يسيرة عن النبي .

## زواجها
زوّجها رسول الله المقداد بن عمرو بن ثعلبة بن بهراء ،وكان حليفا للأسود بن عبد يغوث الزهري فتبناه، وكان يقال له المقداد بن الأسود ، فولدت له عبد الله وكريمة ثم خلف عليها عبد الرحمن بن الأسود بن عبد يغوث بن وهب بن عبد مناف ابن زهرة، ولم يكن لها ولد منه.

## أبناؤها
1. عبد الله بن المقداد بن الأسود، قتل يوم الجمل مع أم المؤمنين عائشة.[7]
2. كريمة بنت المقداد بن الأسود، وكانت تحت عبد الله بن وهب بن زمعة.[8]

## مواقفها مع النبي
- عن عائشة قالت :«دخل رسولُ اللهِ ﷺ على ضُباعةَ بنتِ الزبيرِ فقال لها: لعلك أردتِ الحجَّ . قالت: واللهِ لا أجدُني إلا وَجِعَةً، فقال لها: حُجِّي واشترطي، قولي: اللهم محَلِّي حيث حبستني. وكانت تحتَ المقدادِ بنِ الأسودِ.[9]»
- عن عبد الله بن عباس قال :«أنَّ رسولَ اللهِ ﷺ دخل على ضُباعةَ بنتِ الزبيرِ فأَكَلَ عندها كَتِفًا من لحمٍ ثم خرج إلى الصلاةِ ولم يُحدثْ وُضوءًا[10]»

## روايتها للحديث
روت عن النبي أحاديث يسيرة، وروت عن زوجها المقداد بن الأسود ،وروى عنها سعيد بن المسيب ،وعبد الله بن عباس ، وعبد الرحمن بن هرمز الأعرج،وعروة بن الزبير ،وزينب بنت نبيط امرأة أنس بن مالك ،وعائشة زوج النبي ، وابنتها كريمة بنت المقداد بن الأسود ،وأختها أم حكيم، وغيرهم، وروى لها أبو داود ،والنسائي ،وابن ماجه ،وغيرهم.

## وفاتها
توفيت سنة 50 هـ تقريبًا.